# Финансова регулация
Финансова регулация  e форма на регулация или надзор (супервизия), която поставя към финансовите институции определени изисквания, рестрикции и препоръки, целейки да поддържа интегритета и целостта на финансовата система. Този вид надзор може да се извършва както от правителството, така и от неправителствени организации.

## Цели на регулацията
Цели на финансовата регулация са обикновено:
- Предотвратяване на случаите на манипулация на пазара, като например вътрешна информация
- Да осигури компетентността на доставящите финансови услуги
- Да защити клиенти и разследва оплаквания
- Да поддържа доверието във финансовата система
- Да редуцира нарушенията на закона